# Santosia machadoi
Santosia machadoi är en trollsländeart som beskrevs av Costa och Santos 2000. Santosia machadoi ingår i släktet Santosia och familjen skimmertrollsländor. Inga underarter finns listade i Catalogue of Life.